# Innisfail, Alberta
Innisfail är en stad i Alberta, Kanada. Staden ligger i Calgary-Edmonton korridoren, där Highway 2 och Highway 54 möter varandra.